# Griqualand East

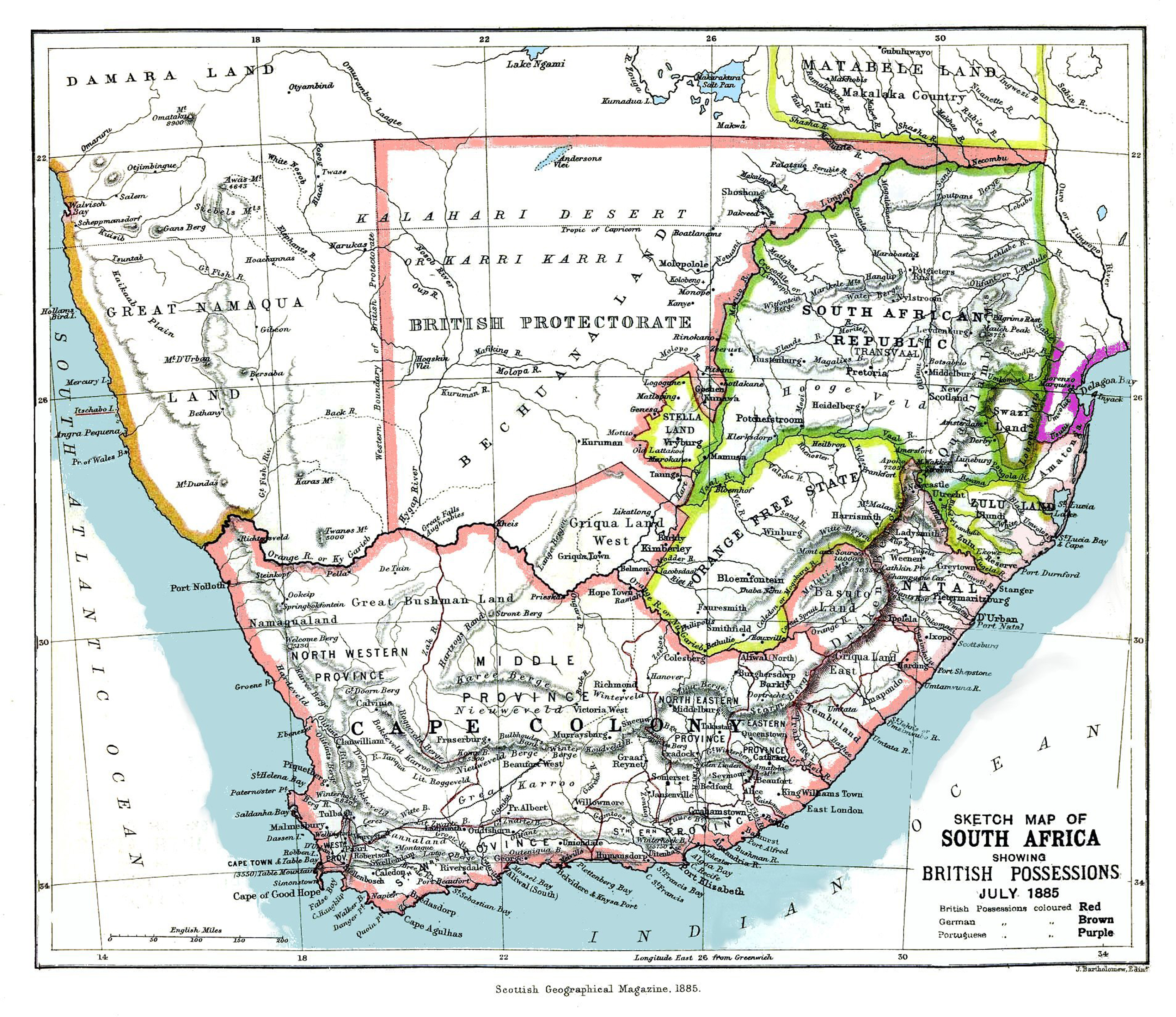
Griqualand East auf einer Karte von 1885

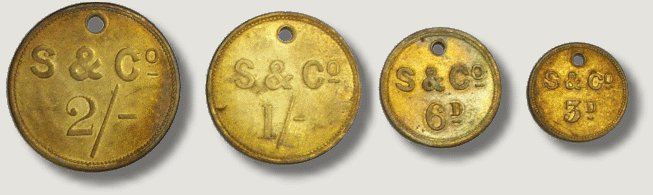
Münzen aus Griqualand East

Griqualand East (afrikaans: Griekwaland-Oos) war ein selbstständiges Territorium und in der Folge ein Distrikt der Kapkolonie im Osten des heutigen Südafrika. Er wurde nach den Griqua benannt, die dort siedelten. Heute gehört das Gebiet zur Provinz KwaZulu-Natal.
Das Volk der Griqua, Mischlinge von Khoikhoi und Buren, ursprünglich aus der Kapregion, siedelte am Beginn des 19. Jahrhunderts im späteren Griqualand West, ab 1826 auch in Philippolis in der heutigen Provinz Freistaat. Als der Druck durch die Buren zu groß wurde, zog ein großer Teil von ihnen ab 1861 unter Adam Kok III. über Basutoland und die Drakensberge Richtung Osten. 1863 erreichten sie das „Nomansland“ („Niemandsland“) in Kaffraria, das zuvor der von den Zulu bedrohte Amapondo-Chief Faku den britischen Behörden überlassen hatten. Das Gebiet war durch den Umzimkhulu von Natal getrennt. Die Griqua gründeten 1872 die Stadt Kokstad und gaben 1874 eigenen Münzen heraus. Im selben Jahr nahmen die Briten das Gebiet unter Kontrolle. 1875 starb Kok. 1877 annektierte die Kapkolonie das Gebiet durch den Griqualand East Annexation Act und nannte es East Griqualand. Die Griqua rebellierten erfolglos; 1879 wurde dem Volk die Anerkennung entzogen.
Griqualand East umfasste 19.668 km² mit (1891) 152.618 Einwohnern, vorwiegend Xhosa. Hauptort war Kokstad mit (1891) 2059 Einwohnern. Griqua lebten aber weiterhin in dem Gebiet. So zog 1927 ein Treck unter Andries Stockenstrom Le Fleur aus Kokstad fort. Ein Teil des Gebietes kam 1976 zum Homeland Transkei, während der übrige Teil bei der Kapprovinz blieb. 1994 kam das ehemalige Gebiet Griqualand East zur Provinz KwaZulu-Natal.